# Fondachelli-Fantina
Fondachelli-Fantina är en kommun i storstadsregionen Messina, innan 2015 i provinsen Messina, i regionen Sicilien i sydvästra Italien. Kommunen hade 1 070 invånare (2017).